# Wallace O’Connor
James Wallace O’Connor (* 25. August 1903 in Madera, Kalifornien; † 11. Oktober 1950 in Los Angeles, Kalifornien) war ein US-amerikanischer Schwimmer und Wasserballspieler.

## Biografie
Wallace O’Connor nahm an vier Olympischen Sommerspielen (1924, 1928, 1932, 1936) teil. 1924 wurde er Olympiasieger mit der US-amerikanischen Staffel über 4 × 200 m Freistil und gewann Bronze im Wasserball. Vier Jahre später scheiterte er mit der US-amerikanischen Mannschaft im Spiel um Bronze, konnte allerdings 1932 erneut Bronze gewinnen. Bei den Spielen 1936 in Berlin war O’Connor Fahnenträger der US-amerikanischen Mannschaft bei der Eröffnungsfeier. Im Wasserballturnier schied das Team in der Vorrunde aus.
1966 wurde er in die International Swimming Hall of Fame aufgenommen. 1976 wurde er in die USA Water Polo Hall of Fame berufen.